# Kladnoit
Kladnoit (Rost, 1942) je jednoklonný minerál s chemickým vzorcem C6H4(CO)2NHCaCO. Byl pojmenován podle středočeského města Kladna. Kladnoit patří mezi kvartérní uloženiny, které vznikly činností člověka (antropogenní sedimenty), tj. různé násypy a navážky a zejména pak struskové a hlušinové odvaly a haldy. V prostředí zejména hlušinových hald po těžbě černého uhlí se pak recentně vytvořily minerální parageneze vzniklé supergenními procesy, a to zejména v důsledku působení vysokých teplot při prohořívání hald, nebo v důsledku zvětrávání uloženého materiálu. Díky těžbě černého uhlí, která probíhala na Kladensku téměř 200 let – od poloviny devatenáctého století do počátku století jednadvacátého – patří minerály Kladenska k nejlépe prozkoumaným a popsaným v rámci Česka. Jejich výzkumem se zabývali mineralogové od poloviny devatenáctého století. Minerál kladnoit popsal mineralog a geochemik Rudolf Rost v roce 1942. Výskyt kladnoitu je znám z Dolu Max a Dolu Schöller.